# ميتسوبيشي إلكتريك الولايات المتحدة الأمريكية
ميتسوبيشي إلكتريك الولايات المتحدة الأمريكية (تعرف رسميا باسم شركة ميتسوبيشي إليكتريك القابضة في الولايات المتحدة) هي إحدى شركات مجموعة ميتسوبيشي إلكتريك في دول العالم، تم تأسيسها في عام 2002، يقع مقرها الرئيسي في سايبريس، كاليفورنيا ولديها ما يقرب من 31 مقر في أنحاء الولايات المتحدة مع ما يقرب من 4000 موظف.

## الفروع
لدى الشركة خمس فروع رئيسية هم:
- ميتوسبيشي إليكتريك لمنتجات الطاقة الكهربائية، تغطي قسمين هما:
  - أنظمة دايموند فيجن.
  - قسم يو بي إس.
- ميتوسبيشي إليكتريك الولايات المتحدة، تغطي خمسة فروع مختلفة هم:
  - قسم أشباه الموصلات والأجهزة الكهربائية.
  - قسم المصاعد والسلالم المتحركة.
  - قسم منتجات خطوط النقل.
  - قسم المشتريات الدولية.
  - قسم أنظمة التصوير البصرية.
- ميتسوبيشي إلكتريك للمحركات.
- ميتسوبيشي إلكتريك لأنظمة الأتمتة.
- مختبرات ميتسوبيشي للأبحاث الكهربائية.

## التاريخ
صرحت شركة ميتسوبيشي إليكتريك الولايات المتحدة في أكتوبر 1998 عن إعادة هيكلة أنشطتها، بما في ذلك إغلاق وحدة الهاتف المحمول التابعة لشركة أسترونت وقسم الهواتف الخلوية الخاص بها للتركيز على عمليات تصنيع أجهزة التلفاز الرقمية، أنظمة الكمبيوتر وأنظمة البناء.
في يونيو 2000، أعلنت كلا من شركة ميتسوبيشي إليكتريك ومنظمة إن إي سي عن عملية دمج لعمليات التصنيع والتسويق الخاصة بالولايات المتحدة في مشروع مشترك تحت اسم إن سي إي ميتسوبيشي إليكترونيك بنسبة 50:50.
في مايو 2003، تم افتتاح شركة ميتسوبيشي إليكتريك للمنتجات الكهربائية على مساحة 50,000 قدم مربع (4,600 متر مربع) في وارينديل، ولاية بنسلفانيا. في مايو 2011، أعلنت شركة ميتسوبيشي إليكتريك أنها ستخرج من حيز صناعو شاشات 65 بوصة (1,700 مم) وفئات التلفزيون الاستهلاكي الأصغر حجما إلى الأنظمة المرئية كبيرة الشاشة في مصنعها الجديد في إرفاين، كاليفورنيا. في أبريل 2013، افتتحت المجموعة مصنعا لصناعة المحولات على مساحة 350,000 قدم مربع في ممفيس، ولاية تينيسي بتكلفة 200 مليون دولار، لتشحن أول محول لها في ديسمبر 2014.
في أبريل 2014، بدأت شركة ميتسوبيشي إليكتريك بتشكيل قسم أنظمة التصوير البصري والتصويري لتسويق ودعم جدران العرض ومنتجات التصوير. لكن لم يستمر خط الإنتاج طويلا حيث توقفت الشركة عن بيع وحدات الخلايا الضوئية في عام 2017.
في يناير 2018، استحوذت الشركة على شركة توزيع الطاقة الكهربائية التابعة لشركة باور ريكس، مشروع مشترك بين شركة ميتسوبيشي إليكتريك وجينرال إلكتريك ومقره الرئيسي في اليابان وإعادة تسميته إلى قسم أشباه الموصلات والأجهزة. أعلنت أيضا في نفس الشهر عن اتفاقية تعاون مشترك بنسبة 50:50 مع شركة إنجرسول لاند لتسويق، توزيع ودعم حلول الراحة الخاصة بالحدائق وأنظمة تدفق المبردات المتغيرة في الولايات المتحدة الأمريكية وبلدان مختارة في أمريكا اللاتينية.

## المنتجات
تغطي مجموعة ميتسوبيشي تصميم، تصنيع، بيع وخدمات ما بعد التركيب كالمتابعة والصيانة للعديد من المنتجات، مثل:
- أجهزة تكييف الهواء والتدفئة
- الالكترونيات وأجهزة أشباه الموصلات
- المكونات الكهربائية للسيارات
- أنظمة أتمتة المباني.
- المجففات اليدوية.
- أجهزة حوائط العرض.
- المصاعد والسلالم المتحركة.
- معدات التشغيل الآلي للمصنع.
- منتجات التصوير
- أنظمة معالجة مياة الأوزون.
- الطابعات الفوتوغرافية والطابعات الحرارية
- معدات نقل الطاقة وتوزيعها.
- أنظمة النقل بالسكك الحديدية.
- الروبوتات
- أشباه الموصلات والأجهزة.
- امدادات الطاقة غير المنقطعة.
- أنظمة البنية التحتية للطاقة

## وصلات خارجية
- الموقع الرسمي لمجموعة ميتسوبيشي إلكتريك الولايات المتحدة.
- الموقع الرسمي لميتسوبيشي إلكتريك
- جولة في قسم السيارات داخل ميتسوبيشي إلكتريك الولايات المتحدة.
- تقييم موظفي مجموعة ميتسوبيشي للمؤسسة.